# 塔烏茨鄉
46°17′N 21°55′E / 46.283°N 21.917°E
塔烏茨鄉（羅馬尼亞語：Comuna Tauț, Arad），是羅馬尼亞的鄉份，位於該國西部，由阿拉德縣負責管轄，面積206平方公里，海拔高度141米，2011年人口1,779，人口密度每平方公里11人。